# Fórmula floral
En Botánica, la fórmula floral es un modo de representar simbólicamente la estructura de una flor mediante el uso de letras, números y otros signos. Típicamente, se utiliza la fórmula floral para representar las características morfológicas de las flores de una determinada familia de plantas, más que de una especie en particular. Las siguientes son los símbolos más utilizados:
K o Ca= cáliz; por ejemplo, Ca5 = indica que la flor tiene 5 sépalos.

C = corola; por ejemplo, Co3(x) = significa que los pétalos se presenta en un número que es múltiplo de 3.

    Z = se agrega si la corola es cigomorfa; ejemplo, KZ6 = indica una corola cigomorfa con 6 pétalos.

A = androceo; por ejemplo, A∞ = significa que presenta muchos estambres.

G = gineceo; así, G(3)1∞ = indica un gineceo de ovario súpero (por eso la "G" está subrayada), compuesto por 3 carpelos unidos entre sí (por eso el número tres se pone entre paréntesis), con un solo lóculo y numerosos óvulos por lóculo. La cantidad de lóculos del ovario se indica como subíndice del número de carpelos; el número de óvulos por lóculo se indica como exponente.
Disposición:
cíclica, las piezas florales están dispuestas en verticilos.
helicoidal o espiralada, las piezas florales están dispuestas en forma espiralada sobre el receptáculo.
Simetría
- actinomorfa: flores con dos o más planos de simetría. - cigomorfa: flores con un solo plano de simetría. - asimétrica: flores que no presentan planos de simetría. Sexualidad de la flor
masculina o estaminada, femenina o pistilada, hermafrodita
Una fórmula floral, entonces, adquiere una forma como la siguiente:
Ca5Co5A10 - ∞G1